# 北城街道 (西昌市)
北城街道，是中华人民共和国四川省凉山彝族自治州西昌市下辖的一个乡镇级行政单位。2019年12月，撤销高枧乡，将原高枧乡陈所村、张林村和原西郊乡河东村、北门村以及东城街道河东社区所属行政区域划归北城街道管辖。

## 行政区划
北城街道下辖以下地区：
白塔社区、府街社区、大通门社区和胜利北路社区。